# Skylanders:Swap Force
Skylanders Swap Force är det tredje Skylanders-spelet och uppföljaren till Skylanders: Giants.

## Handling
Cloudbreak-öarna är hem till en vulkan som får utbrott vart 100:e år, vilket är upphovet till magin i Skylands. Under en strid har en grupp skylanders fångats inuti vulkanen i samband med ett utbrott, varpå de sänds till jorden. Utbrottet har gjort att dessa Skylanders nu kan byta underdelar med varandra, och kallas nu för Swap Force. Samtidigt har Kaos återvänt, vilket innebär att skylanders måste använda sina nyvunna krafter för att ta sig tillbaka till cloudbreak-öarna och rädda Skylands.

## Karaktärer
- ✅ Core Skylanders kan öppna elementportar.
- ✅ Jättar kan öppna elementportar.
- ✅ Dubbla elementportar:
  - Antingen två core skylanders/jättar (via två kontroller), var och en med rätt element.

Skylanders Swap Force karaktärer är märkta med färgen blå på undersidan av samlarobjektet. Skylanders-exempel på bilden (från vänster till höger): Doom Stone och Slobber Tooth

  - Skylanders Swap Force karaktärer är märkta med färgen blå på undersidan av samlarobjektet. Skylanders-exempel på bilden (från vänster till höger): Doom Stone och Slobber ToothEller en Swap Force-figur med rätt element i både över- och underkropp.

## Startpaket

I Skylanders Swap Force så finns det något som heter Lightcore skylanders. Dessa är core skylanders som lyser upp när dom placeras på Portal of power. Dessa typer av samlarobjekt kan även ses i spelet: Skylanders Giants. Skylanders Swap Force Lightcore skylanders-exempel på bilden: (den till vänster = Lightcore Warnado) (den till höger = Lightcore Wham-Shell)

I det vanliga startpaketet för Skylanders Swap Force får spelaren med tre skylanders som heter Series 3 Ninja Stealth Elf, Wash Buckler och Blast Zone. Spelaren får också med en poster så man kan se allting man kan samla på och man får med en portal of power och spelet. I startpaketet Dark edition får man med Dark Edition Series 3 Ninja Stealth Elf, Dark Edition Wash Buckler, Dark Edition Blast Zone, Dark Edition Series 3 Mega Ram Spyro och Dark Edition Slobber Tooth. Man får också med en poster så man kan se allting det går att samla på och även en portal of power och spelet.

## Spelutvecklare
En annan sak som Vicarious Visions är kända för är att de skapade Crash Bandicoot N. Sane Trilogy. Beenox har gjort ett fåtal egna spel men deras huvuduppgift är för det mesta att hjälpa andra spelföretag med deras spel som t.ex. Beenox hjälpte Vicarious Visions att göra Skylanders Swap Force. All musik som förekommer i spelupplevelsen är komponerad av Filmkompositören Lorne Balfe.

## Liknande koncept som Skylanders
- Amiibo – spelfigurer/samlarfigurer från Nintendo som kan användas i diverse Nintendo-spel
- Disney Infinity – spel som använder liknande koncept, fast med disney´s karaktärer[2]